# Wilhelm Rath
Wilhelm Rath (* 6. Juli 1892 in Hochberg; † 31. Mai 1967 ebenda) war ein deutscher Landwirt und Politiker (WBWB, später FDP/DVP).

## Leben und Beruf
Rath, von Beruf Landwirt, entstammte einer politisch aktiven Familie. Sein Vater Heinrich saß seit 1907 im Gemeinderat von Hochberg und sein Großvater Karl-August Rath vertrat die Liberalen im Württembergischen Landtag. Im Ersten Weltkrieg wurde er als Unteroffizier eingesetzt, war aber nach dem Tode seines Vaters (1915) teilweise für den bäuerlichen Betrieb freigestellt. Von 1932 bis kurz vor seinem Tode war er Vorstandsmitglied der „Milchwerke Ludwigsburg“, einer bäuerlichen Meiereigenossenschaft.

## Partei
Seit 1919 war Rath zunächst Mitglied des Württembergischen Bauern- und Weingärtnerbundes, dessen Ortsvorsitzender er wurde und für den er 1931 in den Gemeinderat einzog. 1945 gehörte er zu den Mitbegründern der DVP im Landkreis Ludwigsburg.

## Abgeordneter
1946 wurde Rath als Direktkandidat des Wahlkreises Ludwigsburg in die Verfassunggebende Landesversammlung Württemberg-Badens gewählt, ebenso im November desselben Jahres in den ersten Landtag von Württemberg-Baden. Er legte das Mandat mit der Wahl in den Bundestag nieder. Rath gehörte dem Deutschen Bundestag in dessen erster Legislaturperiode (1949–1953) an. Von 1946 bis 1959 war er Mitglied des Kreistages von Ludwigsburg.

## Öffentliche Ämter
1933 wurde Rath von der noch freigewählten Gemeindevertretung zum neuen Bürgermeister von Hochberg gewählt, aber 1934 auf Anweisung des württembergischen Innenministeriums durch einen Nationalsozialisten ersetzt. 1945 wurde er von der amerikanischen Besatzungsmacht zum kommissarischen Bürgermeister ernannt, ein Amt, das er bis zu den ersten Gemeindewahlen 1946 ausübte.

## Ehrenämter
Rath war Vorsitzender des Kreisverbandes Ludwigsburg der Obst- und Gartenbauvereine (1946–1961) und des Kreisbauernverbandes (bis 1962).

## Ehrungen
1958 wurde Rath mit dem Bundesverdienstkreuz 1. Klasse ausgezeichnet.